# Ematurga carbonaria
Ematurga carbonaria là một loài bướm đêm trong họ Geometridae.